# Apadana
Een apadana (Perzisch: آپادانا) is een grote hal met zuilen uit de Perzische oudheid. De bekendste voorbeelden zijn te vinden in Persepolis (de Grote Audiëntiezaal) en in het paleis in Susa.
De apadana in Persepolis behoort tot de oudste gebouwen van deze site en dateert uit de eerste helft van de 5e eeuw v. Chr.. De bouw van deze apadana is gestart onder Darius I en werd afgemaakt onder Xerxes I.
Beroemd zijn de oostelijke trappen van de apadana vanwege de afbeeldingen van gezanten van 23 volken die hun jaarlijkse schatting kwamen betalen.

## Fotogalerij van de oostelijke trappen van de Apadana

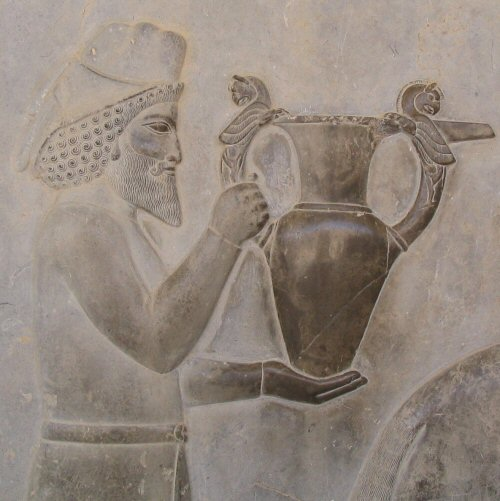
Armeniër
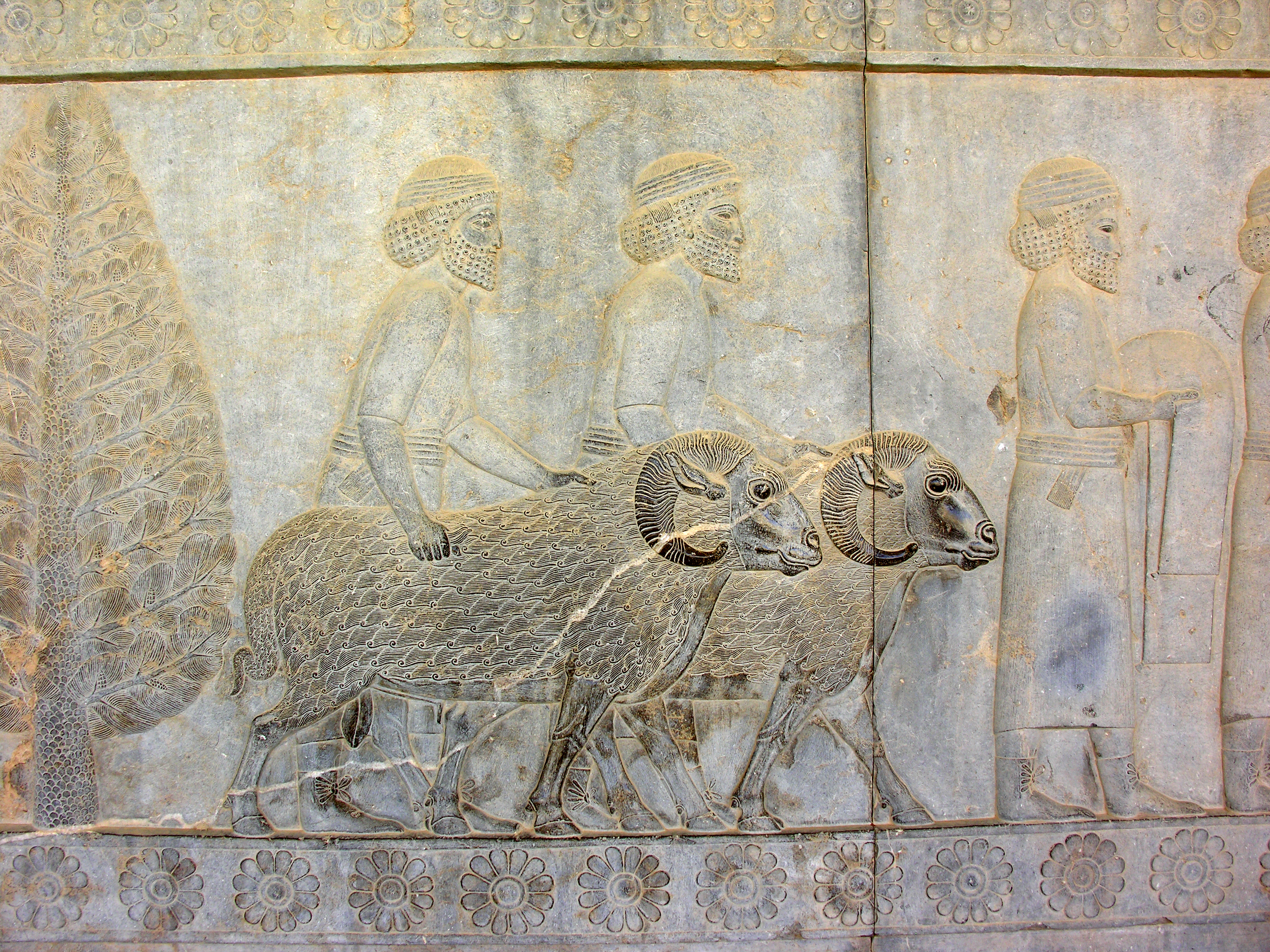
Assyriërs
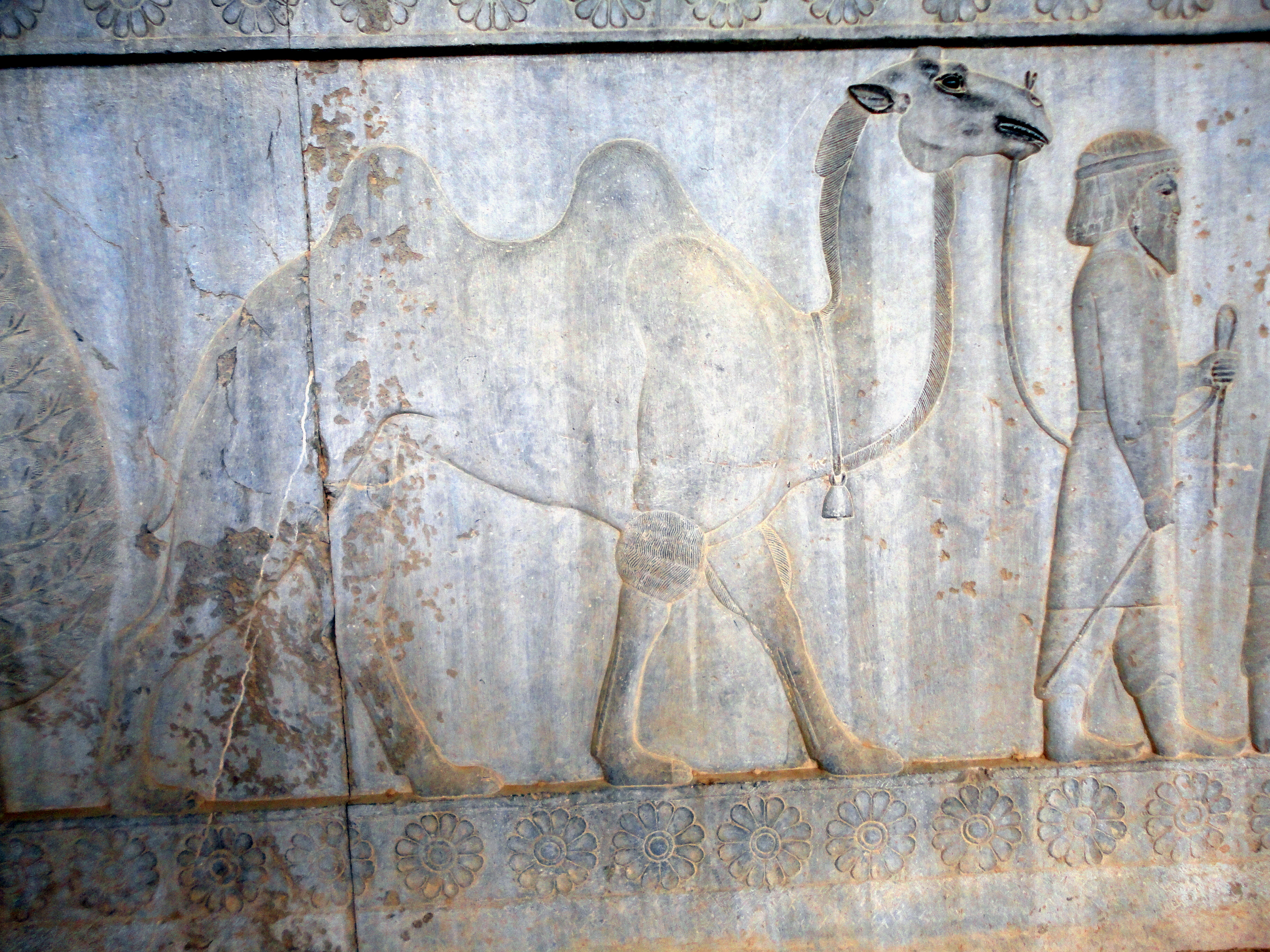
Bactriër
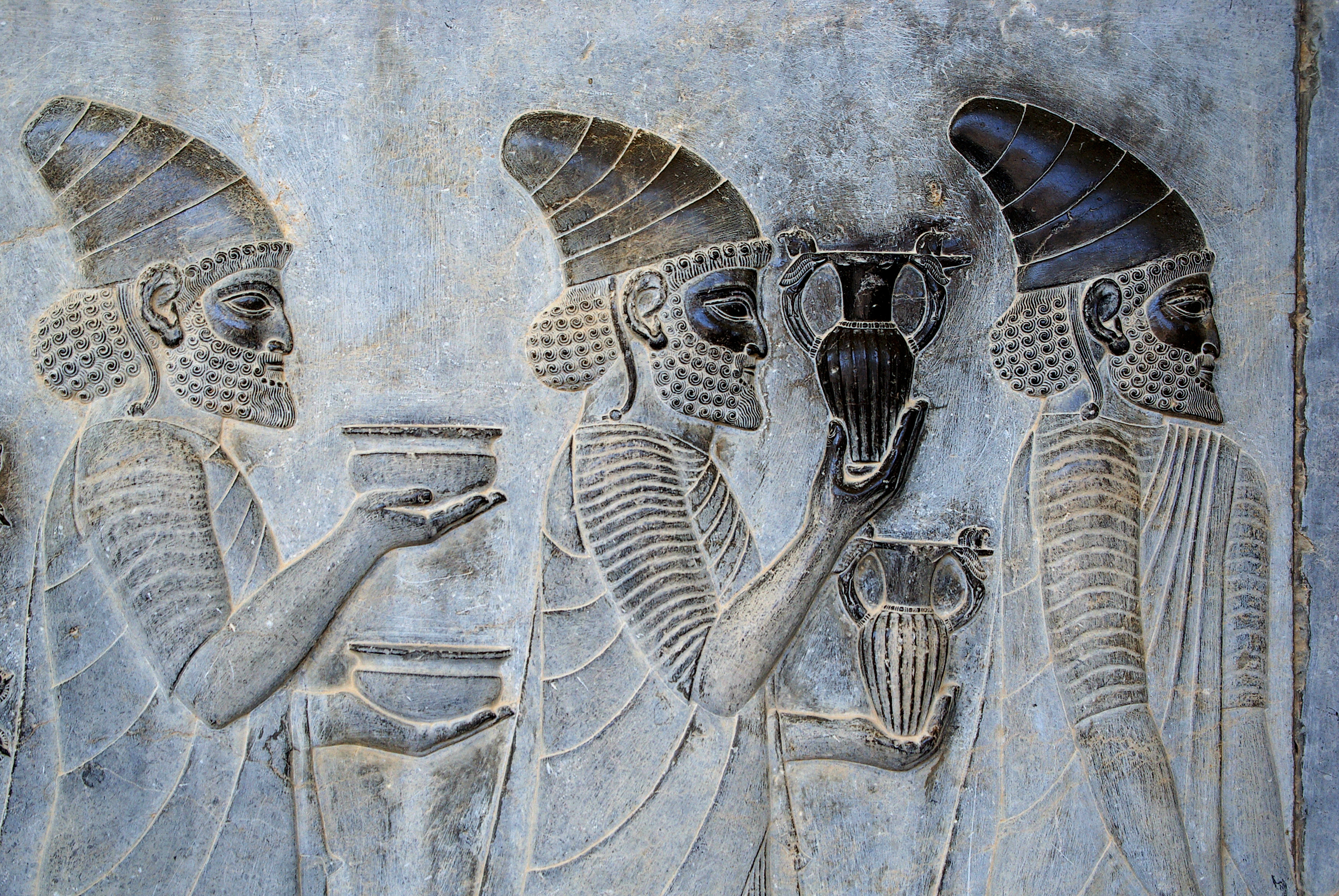
Lydiërs
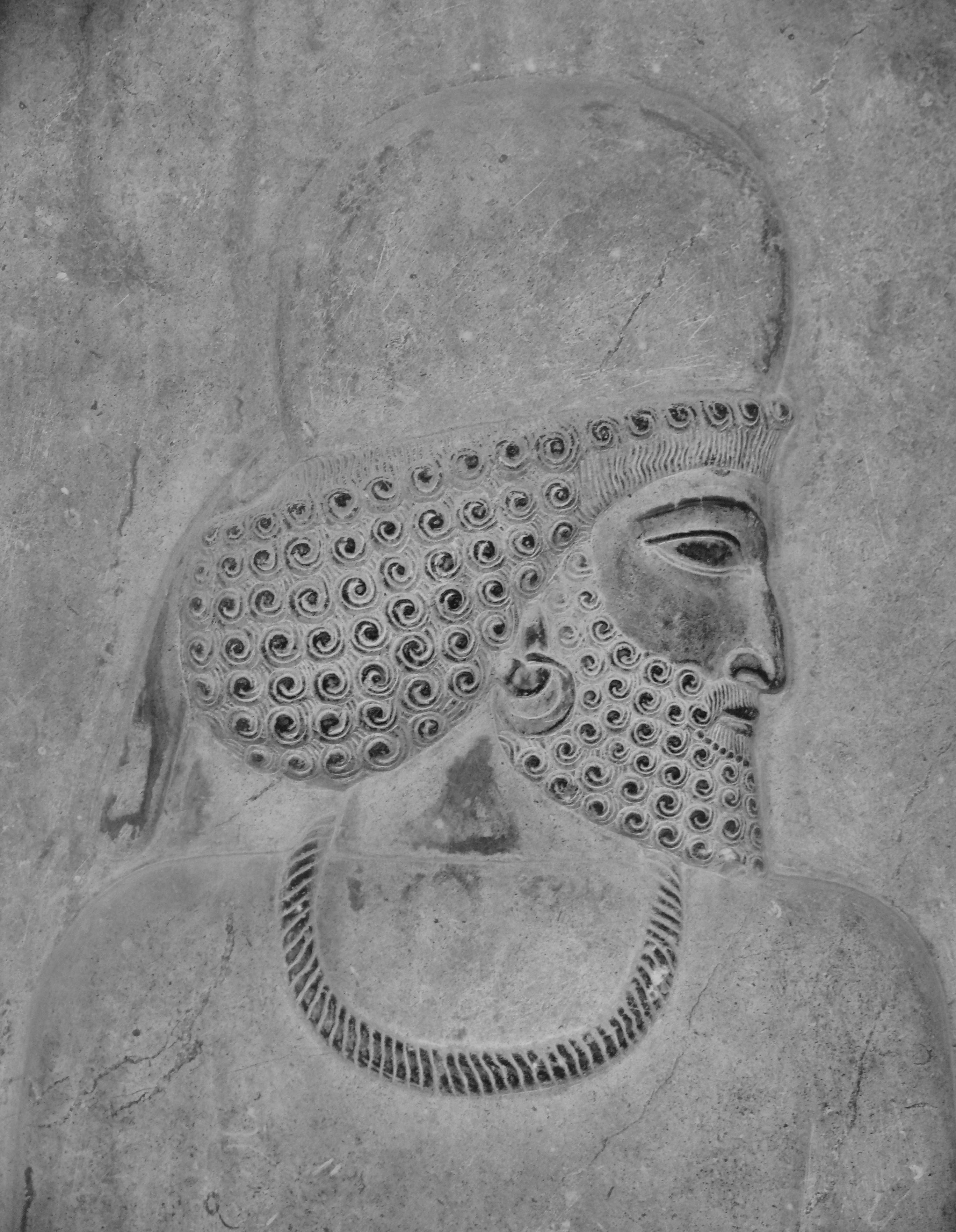
Mede